# لويز هانسن (لاعبة كرة الريشة)
لويز هانسن (بالدنماركية: Louise Grimm Hansen)‏ هي لاعبة كرة الريشة دنماركية، ولدت في 12 يونيو 1990.

## وصلات خارجية
- لويز هانسن على موقع BWF.tournamentsoftware.com (الإنجليزية)
- لويز هانسن على موقع BWFbadminton.com (الإنجليزية)